# Clavatula muricata
Clavatula muricata é uma espécie de gastrópode do gênero Clavatula, pertencente a família Clavatulidae.